# Kečersko ime
Kečersko ime je ime koje se upotrebljava za profesionalne razloge u profesionalnom hrvanju, borilačke vještine i boks.

## Profesionalno hrvanje
Kečerska imena razvijaju smjer u kojem kečeri skrivaju svoj pravi identitet od obožavatelja profesionalnog hrvanja i drže svoj pravi identitet netaknutim, najvjerojatnije jer je hrvač ili su upravitelji zaključili da je pravo ime kečera neatraktivno, dosadno, teško za izgovoriti, zanimljiv na pogrešne načine ili daje pogrešan dojam. Do pojave interneta bilo je teško otkriti pravo ime hrvača.
Neki primjeri za kečerska imena su: Michael Shawn Hickenbottom postao je Shawn Michaels, Roderick George Toombs postao je "Rowdy" Roddy Piper, Michael Sean Coulthard postao je Michael Cole, Dwayne Johnson postao je The Rock i Chris Irvine postao je Chris Jericho.

## Boks
Mnogi boksači su upotrebljavali kečerska imena kao način iskazivanja svoga indentiteta tijekom njihove profesionalne boksačke karijere. Najviše boksača koji su imali kečerska imena zabilježeno je krajem 19. i početkom 20. stoljeća. Neki su počeli sa sloganom "Kid" po čemu su mnogi poznati. Neki boksači koji su nosili kečersko ime uključuju:
- Kid Azteca
- Kid Chocolate
- Kid Diamond
- Kid Gavilan
- Kid Meza
- Jack Kid Berg
- Jersey Joe Walcott
- Joey Giardello
- Rocky Marciano
- Takaloo
- Tony DeMarco

## Ostale upotrebe
- U Japanu, mnogi sumo hrvači upotrebljavaju vlastitu varijantu kečerskog imena koji se zove shikona (japanski: 四股名 or 醜名). Ostali borilački športovi upotrebljavaju "borilačka imena" ili "ratnička imena" koja se zovu Bugō.
- U meksičkom i portorikanskom lucha libre hrvači upotrebljavaju kečerska imena i maske kako bi sakrili svoj pravi identitet.
- U Latinskoj Americi boksači su često upotrebljavali svoje nadimke zajedno sa svojim pravim imenima. Npr. Wilfred "El Radar" Benitez, Wilfredo "Bazooka" Gomez i Román "Chocolate" Gonzáles.